# Sardinas (movimiento)

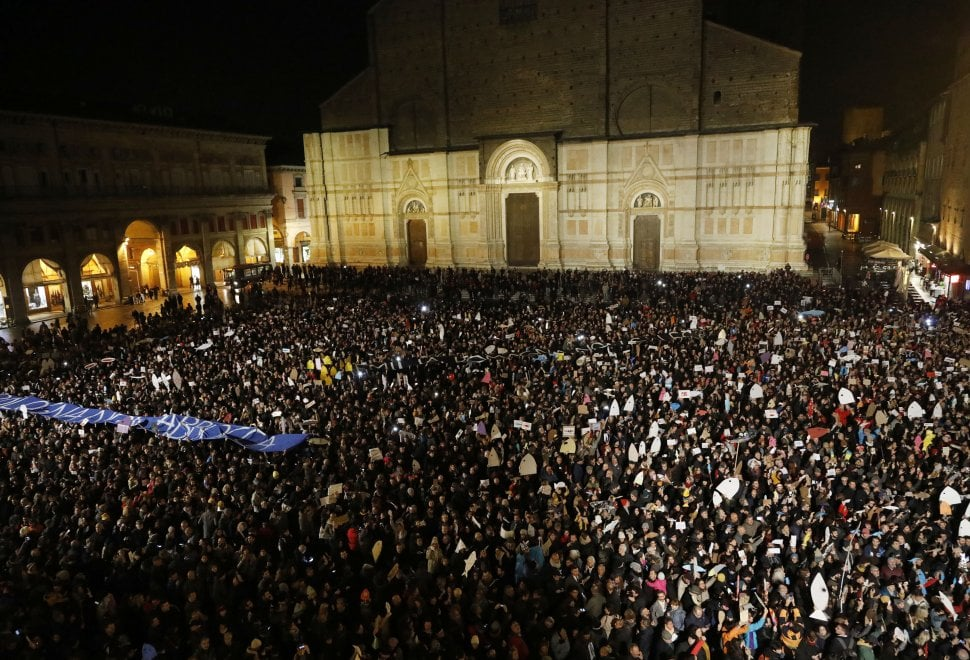
Primera manifestación de las sardinas en noviembre de 2019 en la Piazza Maggiore de Bolonia

El movimiento de las Sardinas (italiano: movimento delle sardine), también conocido en Italia como sardine contro Salvini («Sardinas contra Salvini»), es un movimiento político de base activo en Italia desde noviembre de 2019. Las sardinas organizaron una serie de manifestaciones pacíficas para protestar contra el repunte derechista acontecido en el país y, más específicamente, contra la retórica del líder de la Lega, Matteo Salvini, y las posiciones de ultraderecha de dicho partido. El nombre de sardinas provino de la idea de organizar los actos con un alto número de participantes, con estos compactados en las plazas como sardinas.